# Qingpu, Shanghai
Qingpu, tidigare stavat Tsingpu,  är ett stadsdistrikt i Shanghai i östra Kina.
Qingpu härad grundades under Mingdynastin (1368-1644). Häradet tillhörde Jiangsu-provinsen under hundratals år, men när Shanghais storstadsområde fick status som provins 1958 överfördes Qingpu till Shanghai. 1999 ombildades Qingpu härad till ett stadsdistrikt.

## Administrativ indelning
Qingpu är indelat i tre stadsdelsdistrikt (jiedao) och åtta köpingar (zhen):
Stadsdelsdistrikt:
- Xianghuaqiao (香花桥街道)
- Xiayang (夏阳街道)
- Yingpu (盈浦街道)

Köpingar:
- Baihe (白鹤镇)
- Chonggu (重固镇)
- Huaxin (华新镇)
- Jinze (金泽镇)
- Liantang (练塘镇)
- Xujing (徐泾镇)
- Zhaoxiang (赵巷镇)
- Zhujiajiao (朱家角镇)

## Kända personer
- Chen Yun (1905-1995), statsman och politiker i Kinas kommunistiska parti.